# Newfoundland and Labrador Route 430
Newfoundland and Labrador Route 430, afgekort Route 430 of NL-430, is een 413 km lange provinciale weg van de Canadese provincie Newfoundland en Labrador. Een andere benaming van de weg is Great Northern Peninsula Highway, vernoemd naar het grote noordelijke schiereiland van Newfoundland die hij doorkruist van zuid naar noord. 
Route 430 is de belangrijkste verkeersader van dat schiereiland en in die hoedanigheid de enige weg die richting de afgelegen vikingnederzetting en werelderfgoedsite L'Anse aux Meadows leidt. Voor toeristische redenen staat de weg dan ook gemeenzaam bekend als "The Viking Trail". De weg doorkruist ook het Nationaal Park Gros Morne, dat eveneens werelderfgoed is.

## Traject
Route 430 begint centraal in het westen van Newfoundland in de plaats Deer Lake, als aftakking van de Trans-Canada Highway (NL-1). Na van daaruit 33 km in noordwestelijke richting te gaan, bereikt de weg net voorbij Wiltondale het Nationaal Park Gros Morne. De weg gaat daarna nog 40 km verder in noordwestelijke richting, dwars doorheen het park, onder andere de kustlijn van East Arm volgend. Nabij het dorp Lobster Cove bereikt Route 430 de open wateren van de Saint Lawrencebaai.
Vanaf daar volgt de route de westkust van het Great Northern Peninsula voor 265 km aan een stuk, passerend door tientallen kustplaatsen zoals Parson's Pond en Hawke's Bay. De weg loopt langs dit deel van het tracé parallel aan de Long Range en passeert ter hoogte van St. John Bay ook de Highlands of St. John.
Bij Eddies Cove draait Route 430 naar het oosten en gaat de baan landinwaarts. Vanaf dat punt is het nog zo'n 75 km tot aan het eindpunt in St. Anthony, dat bij verre de grootste plaats van het schiereiland is. Op dat laatste deel van het traject is er geen enkel dorp of gehucht gevestigd. Wel komt de weg nog tweemaal even bij zeewater, namelijk het uiterste noorden van Hare Bay en het uiterste zuiden van Pistolet Bay.

### Nationale weg
De zuidelijkste 298 km van Route 430, met name tussen de Trans-Canada Highway en de veerhaven van St. Barbe, is erkend als een onderdeel van Canada's nationale wegennetwerk.